# تاليمارون
تاليمارون هي بلدة في مقاطعة أنغور في ولاية صرخنداريا في أوزبكستان.